# (7522) 1991 AJ
1991 أي جاي (ويعرف أيضًا باسم (7522) 1991 أي جاي وفق تسمية الكوكب الصغير) (بالإنجليزية: 1991 AJ)‏ هو كويكب ضمن حزام الكويكبات؛ وترتيبه 7522 من حيث الاكتشاف.
اكتُشف هذا الجُرم الفلكي بواسطة هيروشي موري في 9 يناير 1991.

## وصلات خارجية
- (7522) 1991 AJ في قاعدة بيانات مختبر الدفع النفاث لأجرام النظام الشمسي الصغيرة

- الاكتشاف · مخطط المدار ·  العناصر المدارية · المعلمات المادية

- (7522) 1991 AJ على موقع ويكي سكاي: DSS2, SDSS, GALEX, IRAS, Hydrogen α, X-Ray, Astrophoto, Sky Map, Articles and images